# Arrondissement du Palatinat-Sud-Ouest
L'arrondissement du Palatinat-Sud-Ouest est un arrondissement  ("Landkreis" en allemand) de Rhénanie-Palatinat  (Allemagne).
Son chef-lieu est Pirmasens.
Il est entouré des arrondissements de Sarre-Palatinat (Saarpfalz), Kaiserslautern, Bad Dürkheim, Südliche Weinstrasse, des villes de Landau in der Pfalz et Deux-Ponts et des départements français de la Moselle et du Bas-Rhin.

## Histoire
L'arrondissement est créé en 1818 sous le nom Landkommisariat Pirmasens. Durant les réformes communales de 1968-1972, le district subit de sérieux changements. En 1969, l'arrondissement voisin de Bad Bergsabern est supprimé et réparti entre l'arrondissement de Südwestpfalz et la ville de Pirmasens. En 1972, c'est au tour du l'arrondissement de Deux-Ponts d'être supprimé et incorporé au l'arrondissement de Pirmasens, qui sera renommé en 1997 en Südwestpfalz.
À partir de 1991, l'arrondissement est impliqué dans la coopération transfrontalière, en adhérant à l'eurodistrict Pamina.

## Géographie
L'arrondissement se situe dans le sud du Palatinat. La rivière Lauter prend sa source à proximité de la ville de Pirmasens.

## Armoiries
Les trois barres rouges sur fond d'or dans la moitié gauche du blason sont les armes des Hanau-Lichtenberg, tandis que le lion dans la moitié droite est le symbole du Palatinat. Cela marque très bien les deux états historiques qui étaient localisées dans le district jusqu'à la fin du XVIIIe siècle.

## Villes, communes & communautés d'administration
(nombre d'habitants en 2006)
Municipalités et communes de l'arrondissement
| - 1. Commune fusionnée de Dahner Felsenland 1. Bobenthal 2. Bruchweiler-Bärenbach 3. Bundenthal 4. Busenberg 5. Dahn, ville * 6. Erfweiler 7. Erlenbach bei Dahn 8. Fischbach bei Dahn 9. Hirschthal 10. Ludwigswinkel 11. Niederschlettenbach 12. Nothweiler 13. Rumbach 14. Schindhard 15. Schönau (Pfalz) - 2. Commune fusionnée de Hauenstein 1. Darstein 2. Dimbach 3. Hauenstein * 4. Hinterweidenthal 5. Lug 6. Schwanheim 7. Spirkelbach 8. Wilgartswiesen - 3. Commune fusionnée de Pirmasens-Land Chef-lieu: Pirmasens 1. Bottenbach 2. Eppenbrunn 3. Hilst 4. Kröppen 5. Lemberg 6. Obersimten 7. Ruppertsweiler 8. Schweix 9. Trulben 10. Vinningen | - 4. Commune fusionnée de Rodalben 1. Clausen 2. Donsieders 3. Leimen 4. Merzalben 5. Münchweiler an der Rodalb 6. Rodalben, ville * - 5. Commune fusionnée de Thaleischweiler-Fröschen 1. Höheischweiler 2. Höhfröschen 3. Maßweiler 4. Nünschweiler 5. Petersberg 6. Reifenberg 7. Rieschweiler-Mühlbach 8. Thaleischweiler-Fröschen * - 6. Commune fusionnée de Waldfischbach-Burgalben 1. Geiselberg 2. Heltersberg 3. Hermersberg 4. Höheinöd 5. Horbach 6. Schmalenberg 7. Steinalben 8. Waldfischbach-Burgalben * | - 7. Commune fusionnée de Wallhalben 1. Biedershausen 2. Herschberg 3. Hettenhausen 4. Knopp-Labach 5. Krähenberg 6. Obernheim-Kirchenarnbach 7. Saalstadt 8. Schauerberg 9. Schmitshausen 10. Wallhalben * 11. Weselberg 12. Winterbach (Pfalz) - 8. Commune fusionnée de Zweibrücken-Land Chef-lieu: Deux-Ponts 1. Althornbach 2. Battweiler 3. Bechhofen 4. Contwig 5. Dellfeld 6. Dietrichingen 7. Großbundenbach 8. Großsteinhausen 9. Hornbach, ville 10. Käshofen 11. Kleinbundenbach 12. Kleinsteinhausen 13. Mauschbach 14. Riedelberg 15. Rosenkopf 16. Walshausen 17. Wiesbach |
| | | |